# Élections départementales de 2015 en Saône-et-Loire
Les élections départementales ont lieu les 22 et 29 mars 2015.

## Contexte départemental

### Assemblée départementale sortante
Avant les élections, le conseil général de Saône-et-Loire est présidé par Rémi Chaintron (PS).
Il comprend 57 conseillers généraux issus des 57 cantons de Saône-et-Loire. Après le redécoupage cantonal de 2014, ce sont 58 conseillers départementaux qui seront élus au sein des 29 nouveaux cantons de Saône-et-Loire.
| Parti                                | Sigle | Sigle | Élus |
| ------------------------------------ | ----- | ----- | ---- |
| Majorité (39 sièges)                 |       |       |      |
| Parti socialiste                     |       | PS    | 31   |
| Divers gauche                        |       | DVG   | 5    |
| Cap21                                |       | Cap21 | 1    |
| Parti communiste français            |       | PCF   | 1    |
| Parti radical de gauche              |       | PRG   | 1    |
| Opposition (18 sièges)               |       |       |      |
| Union pour un mouvement populaire    |       | UMP   | 14   |
| Divers droite                        |       | DVD   | 2    |
| Union des démocrates et indépendants |       | UDI   | 1    |
| Mouvement pour la France             |       | MPF   | 1    |
| Président du conseil général         |       |       |      |
| Rémi Chaintron (PS)                  |       |       |      |

### Assemblée départementale élue
Après les élections, le conseil départemental de Saône-et-Loire sera présidé par la droite (UMP-UDI-DVD). Il comprend 58 conseillers départementaux issus des 29 cantons de Saône-et-Loire.
| Parti                                           | Sigle | Sigle | Élus |
| ----------------------------------------------- | ----- | ----- | ---- |
| Majorité (32 sièges)                            |       |       |      |
| Union pour l'Avenir de la Saône-et-Loire (UASL) |       |       |      |
| Union pour un mouvement populaire               |       | UMP   | 18   |
| Divers droite                                   |       | DVD   | 8    |
| Union des démocrates et indépendants            |       | UDI   | 6    |
| Opposition (26 sièges)                          |       |       |      |
| Parti socialiste                                |       | PS    | 14   |
| Divers gauche                                   |       | DVG   | 9    |
| Front de gauche                                 |       | FG    | 2    |
| Parti radical de gauche                         |       | PRG   | 1    |
| Président du conseil départemental              |       |       |      |
| André Accary (UMP)                              |       |       |      |

## Résultats à l'échelle du département

### Résultats par nuances du ministère de l'Intérieur
Les nuances utilisées par le ministère de l'Intérieur ne tiennent pas compte des alliances locales.

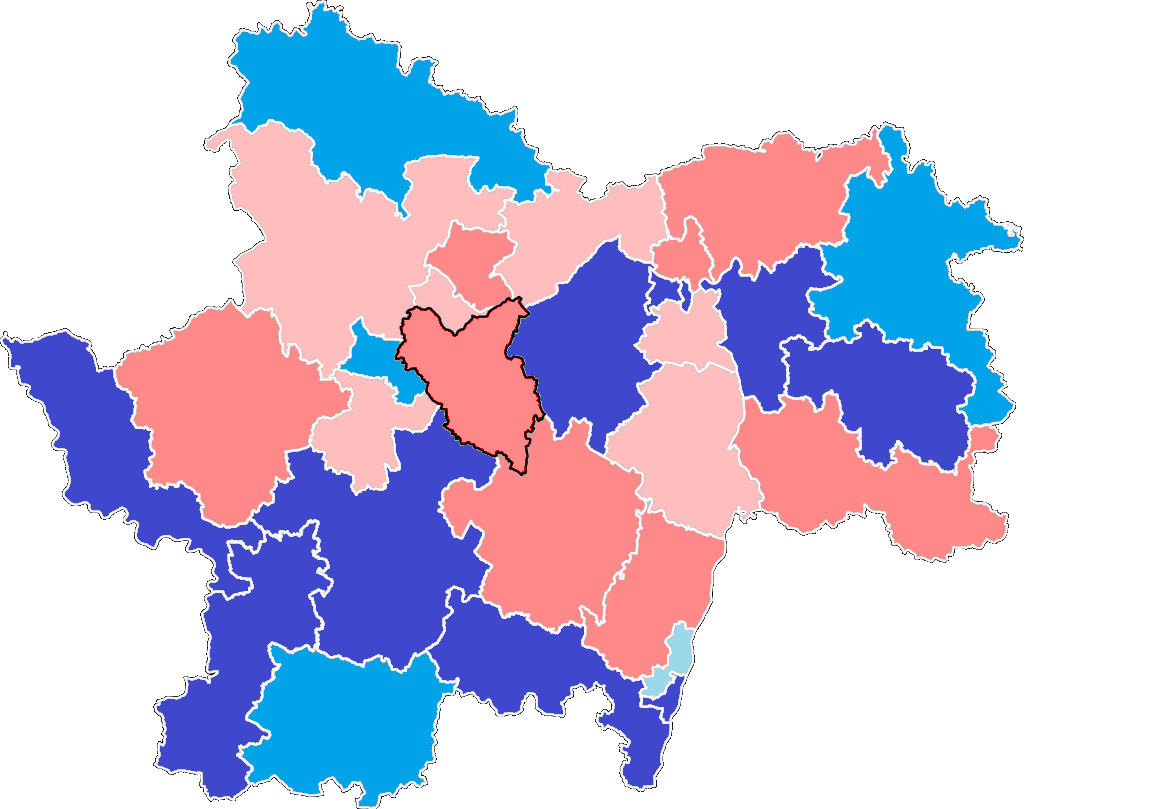
Résultat par canton des Élections départementales de 2015 en Saône-et-Loire

| Binômes     | Binômes            | Premier tour | Premier tour | Second tour | Second tour | Sièges |
| Binômes     | Binômes            | Voix         | %            | Voix        | %           | Sièges |
| ----------- | ------------------ | ------------ | ------------ | ----------- | ----------- | ------ |
|             | Union de la droite | 57 918       | 29,73        | 61 271      | 35,96       | 28     |
|             | DVD                | 9 450        | 4,85         | 8 787       | 5,16        | 2      |
|             | UMP                | 5 881        | 3,02         | 7 369       | 4,32        | 2      |
| Droite      | Droite             | 73 249       | 37,60        | 77 427      | 45,44       | 32     |
|             |                    |              |              |             |             |        |
|             | PS                 | 27 730       | 14,24        | 29 712      | 17,44       | 8      |
|             | Union de la gauche | 26 635       | 13,67        | 28 356      | 16,64       | 16     |
|             | DVG                | 11 124       | 5,71         | 5 336       | 3,13        | 0      |
|             | FG                 | 6 413        | 3,29         | 2 956       | 1,73        | 2      |
|             | EÉLV               | 1 915        | 0,98         |             |             |        |
|             | PCF                | 1 839        | 0,94         |             |             |        |
| Gauche      | Gauche             | 75 656       | 38,83        | 66 360      | 38,94       | 26     |
|             |                    |              |              |             |             |        |
|             | FN                 | 45 885       | 23,56        | 26 609      | 15,62       | 0      |
|             |                    |              |              |             |             |        |
| Inscrits    | Inscrits           | 407 784      | 100,00       | 367 996     | 100,00      |        |
| Abstentions | Abstentions        | 200 822      | 49,25        | 182 049     | 49,47       |        |
| Votants     | Votants            | 206 962      | 50,75        | 185 947     | 50,53       |        |
| Blancs      | Blancs             | 8 095        | 3,91         | 10 389      | 5,59        |        |
| Nuls        | Nuls               | 4 077        | 1,97         | 5 162       | 2,78        |        |
| Exprimés    | Exprimés           | 194 790      | 94,12        | 170 396     | 91,64       |        |

### Résultats par canton
| Canton                    | Conseiller sortant          | Parti                    | Parti       | Conseiller élu              | Parti           | Parti           |
| ------------------------- | --------------------------- | ------------------------ | ----------- | --------------------------- | --------------- | --------------- |
| Autun-Nord                | Ghislaine Colombo           |                          | PS          | Canton supprimé             | Canton supprimé | Canton supprimé |
| Autun-Sud                 | Rémy Rebeyrotte*            |                          | Cap21       | Canton supprimé             | Canton supprimé | Canton supprimé |
| Autun-1                   | Canton créé                 | Canton créé              | Canton créé | Catherine Amiot             |                 | DVD             |
| Autun-1                   | Canton créé                 | Canton créé              | Canton créé | Frédéric Brochot            |                 | UMP             |
| Autun-2                   | Canton créé                 | Canton créé              | Canton créé | Marie-Claude Barnay         |                 | DVG             |
| Autun-2                   | Canton créé                 | Canton créé              | Canton créé | Christian Gillot            |                 | PS              |
| Beaurepaire-en-Bresse     | Martine Chevallier-Guidat*  |                          | UMP         | Canton supprimé             | Canton supprimé | Canton supprimé |
| Blanzy                    | Canton créé                 | Canton créé              | Canton créé | Édith Calderon              |                 | PS              |
| Blanzy                    | Canton créé                 | Canton créé              | Canton créé | Jean-Yves Vernochet         |                 | PS              |
| Bourbon-Lancy             | Jean-Paul Drapier           |                          | PS          | Canton supprimé             | Canton supprimé | Canton supprimé |
| Buxy                      | Dominique Lanoiselet        |                          | UMP         | Canton supprimé             | Canton supprimé | Canton supprimé |
| Chagny                    | Claudette Brunet-Lechenault |                          | PRG         | Claudette Brunet-Lechenault |                 | PRG             |
| Chagny                    | Claudette Brunet-Lechenault | Jean-Christophe Descieux | PRG         |                             | PS              |                 |
| Chalon-sur-Saône-Centre   | Benjamin Griveaux*          |                          | PS          | Canton supprimé             | Canton supprimé | Canton supprimé |
| Chalon-sur-Saône-Nord     | Françoise Verjux-Pelletier  |                          | PS          | Canton supprimé             | Canton supprimé | Canton supprimé |
| Chalon-sur-Saône-Ouest    | Nathalie Leblanc            |                          | PS          | Canton supprimé             | Canton supprimé | Canton supprimé |
| Chalon-sur-Saône-Sud      | Fernand Renault             |                          | PS          | Canton supprimé             | Canton supprimé | Canton supprimé |
| Chalon-sur-Saône-1        | Canton créé                 | Canton créé              | Canton créé | Raymond Gonthier            |                 | PS              |
| Chalon-sur-Saône-1        | Canton créé                 | Canton créé              | Canton créé | Françoise Verjux-Pelletier  |                 | DVG             |
| Chalon-sur-Saône-2        | Canton créé                 | Canton créé              | Canton créé | Amelle Chouit               |                 | UMP             |
| Chalon-sur-Saône-2        | Canton créé                 | Canton créé              | Canton créé | Jean-Vianney Guigue         |                 | UMP             |
| Chalon-sur-Saône-3        | Canton créé                 | Canton créé              | Canton créé | Vincent Bergeret            |                 | UMP             |
| Chalon-sur-Saône-3        | Canton créé                 | Canton créé              | Canton créé | Isabelle Dechaume           |                 | UDI             |
| La Chapelle-de-Guinchay   | Daniel Juvanon*             |                          | UMP         | Jean-François Cognard       |                 | UMP             |
| La Chapelle-de-Guinchay   | Daniel Juvanon*             | Dominique Piard          | UMP         |                             | UDI             |                 |
| Charolles                 | Christian Bonnot*           |                          | PS          | Pierre Berthier             |                 | UMP             |
| Charolles                 | Christian Bonnot*           | Josiane Corneloup        | PS          |                             | UMP             |                 |
| Chauffailles              | Marie-Christine Bignon      |                          | MPF         | Marie-Christine Bignon      |                 | DVD             |
| Chauffailles              | Marie-Christine Bignon      | Arnaud Durix             | MPF         |                             | DVD             |                 |
| La Clayette               | Alain Gautheron*            |                          | UMP         | Canton supprimé             | Canton supprimé | Canton supprimé |
| Cluny                     | Jean-Luc Fonteray           |                          | PS          | Jean-Luc Fonteray           |                 | PS              |
| Cluny                     | Jean-Luc Fonteray           | Élisabeth Lémonon        | PS          |                             | PS              |                 |
| Couches                   | Bernard Dessendre*          |                          | UMP         | Canton supprimé             | Canton supprimé | Canton supprimé |
| Le Creusot-Est            | Evelyne Couillerot          |                          | PS          | Canton supprimé             | Canton supprimé | Canton supprimé |
| Le Creusot-Ouest          | Serge Chevalier*            |                          | PS          | Canton supprimé             | Canton supprimé | Canton supprimé |
| Le Creusot-1              | Canton créé                 | Canton créé              | Canton créé | Laurence Borsoi             |                 | DVG             |
| Le Creusot-1              | Canton créé                 | Canton créé              | Canton créé | Bernard Durand              |                 | PS              |
| Le Creusot-2              | Canton créé                 | Canton créé              | Canton créé | Évelyne Couillerot          |                 | PS              |
| Le Creusot-2              | Canton créé                 | Canton créé              | Canton créé | Jean-Marc Hippolyte         |                 | DVG             |
| Cuiseaux                  | Frédéric Cannard            |                          | PS          | Frédéric Cannard            |                 | PS              |
| Cuiseaux                  | Frédéric Cannard            | Sylvie Chambriat         | PS          |                             | DVG             |                 |
| Cuisery                   | Thierry Colin               |                          | DVD         | Canton supprimé             | Canton supprimé | Canton supprimé |
| Digoin                    | Philomène Baccot            |                          | PS          | Fabien Genet                |                 | UMP             |
| Digoin                    | Philomène Baccot            | Édith Perraudin          | PS          |                             | UMP             |                 |
| Épinac                    | Jean-François Nicolas*      |                          | PS          | Canton supprimé             | Canton supprimé | Canton supprimé |
| Gergy                     | Canton créé                 | Canton créé              | Canton créé | Jean-Paul Diconne           |                 | PS              |
| Gergy                     | Canton créé                 | Canton créé              | Canton créé | Violaine Gillet             |                 | DVG             |
| Givry                     | Pierre Voarick*             |                          | UMP         | Dominique Lanoiselet        |                 | UMP             |
| Givry                     | Pierre Voarick*             | Sébastien Martin         | UMP         |                             | UMP             |                 |
| Gueugnon                  | Dominique Lotte             |                          | DVG         | Chantal Gien                |                 | PS              |
| Gueugnon                  | Dominique Lotte             | Dominique Lotte          | DVG         |                             | DVG             |                 |
| La Guiche                 | Jean-François Lautissier*   |                          | PS          | Canton supprimé             | Canton supprimé | Canton supprimé |
| Hurigny                   | Canton créé                 | Canton créé              | Canton créé | Catherine Fargeot           |                 | DVG             |
| Hurigny                   | Canton créé                 | Canton créé              | Canton créé | André Peulet                |                 | PS              |
| Issy-l'Évêque             | Édith Perraudin             |                          | UMP         | Canton supprimé             | Canton supprimé | Canton supprimé |
| Louhans                   | Rémi Chaintron              |                          | PS          | Mathilde Chalumeau          |                 | UMP             |
| Louhans                   | Rémi Chaintron              | Anthony Vadot            | PS          |                             | UMP             |                 |
| Lucenay-l'Évêque          | Jean-Baptiste Pierre*       |                          | DVG         | Canton supprimé             | Canton supprimé | Canton supprimé |
| Lugny                     | André Peulet                |                          | PS          | Canton supprimé             | Canton supprimé | Canton supprimé |
| Mâcon-Centre              | Joëlle Marzio               |                          | PS          | Canton supprimé             | Canton supprimé | Canton supprimé |
| Mâcon-Nord                | Gérard Colon                |                          | UMP         | Canton supprimé             | Canton supprimé | Canton supprimé |
| Mâcon-Sud                 | Pierre Martinerie*          |                          | PS          | Canton supprimé             | Canton supprimé | Canton supprimé |
| Mâcon-1                   | Canton créé                 | Canton créé              | Canton créé | Florence Battard            |                 | UDI             |
| Mâcon-1                   | Canton créé                 | Canton créé              | Canton créé | Jacques Tourny              |                 | UMP             |
| Mâcon-2                   | Canton créé                 | Canton créé              | Canton créé | Claude Cannet               |                 | UMP             |
| Mâcon-2                   | Canton créé                 | Canton créé              | Canton créé | Hervé Reynaud               |                 | UDI             |
| Marcigny                  | Jacques Rebillard*          |                          | DVG         | Canton supprimé             | Canton supprimé | Canton supprimé |
| Matour                    | Armand Charnay*             |                          | PS          | Canton supprimé             | Canton supprimé | Canton supprimé |
| Mesvres                   | Christian Gillot            |                          | PS          | Canton supprimé             | Canton supprimé | Canton supprimé |
| Mont-Saint-Vincent        | Jean Girardon               |                          | UDI         | Canton supprimé             | Canton supprimé | Canton supprimé |
| Montceau-les-Mines        | Canton créé                 | Canton créé              | Canton créé | Éric Dubreuil               |                 | DVD             |
| Montceau-les-Mines        | Canton créé                 | Canton créé              | Canton créé | Marie-Thérèse Frizot        |                 | DVD             |
| Montceau-les-Mines-Nord   | Laurent Selvez              |                          | PS          | Canton supprimé             | Canton supprimé | Canton supprimé |
| Montceau-les-Mines-Sud    | Alain Philibert             |                          | PCF         | Canton supprimé             | Canton supprimé | Canton supprimé |
| Montcenis                 | Thomas Thévenoud*           |                          | PS          | Canton supprimé             | Canton supprimé | Canton supprimé |
| Montchanin                | Jean-Yves Vernochet         |                          | PS          | Canton supprimé             | Canton supprimé | Canton supprimé |
| Montpont-en-Bresse        | Roland Sixdenier*           |                          | UMP         | Canton supprimé             | Canton supprimé | Canton supprimé |
| Montret                   | Arnaud Montebourg*          |                          | PS          | Canton supprimé             | Canton supprimé | Canton supprimé |
| Ouroux-sur-Saône          | Canton créé                 | Canton créé              | Canton créé | Jean-Michel Desmard         |                 | UMP             |
| Ouroux-sur-Saône          | Canton créé                 | Canton créé              | Canton créé | Élisabeth Roblot            |                 | UDI             |
| Palinges                  | Paul Pluchaud*              |                          | UMP         | Canton supprimé             | Canton supprimé | Canton supprimé |
| Paray-le-Monial           | André Accary                |                          | UMP         | André Accary                |                 | UMP             |
| Paray-le-Monial           | André Accary                | Carole Chenuet           | UMP         |                             | DVD             |                 |
| Pierre-de-Bresse          | Alain Gillet*               |                          | UMP         | Aline Gruet                 |                 | DVD             |
| Pierre-de-Bresse          | Alain Gillet*               | Bertrand Rouffiange      | UMP         |                             | DVD             |                 |
| Saint-Bonnet-de-Joux      | Jacques Lecoq*              |                          | UMP         | Canton supprimé             | Canton supprimé | Canton supprimé |
| Saint-Gengoux-le-National | Jean-Pierre Chapelon*       |                          | DVG         | Canton supprimé             | Canton supprimé | Canton supprimé |
| Saint-Germain-du-Bois     | Jean-Luc Vernay*            |                          | PS          | Canton supprimé             | Canton supprimé | Canton supprimé |
| Saint-Germain-du-Plain    | Alain Doulé                 |                          | PS          | Canton supprimé             | Canton supprimé | Canton supprimé |
| Saint-Léger-sous-Beuvray  | Dominique Commeau*          |                          | DVG         | Canton supprimé             | Canton supprimé | Canton supprimé |
| Saint-Martin-en-Bresse    | Jean-Luc Voiret*            |                          | PS          | Canton supprimé             | Canton supprimé | Canton supprimé |
| Saint-Rémy                | Canton créé                 | Canton créé              | Canton créé | Christine Louvel            |                 | DVG             |
| Saint-Rémy                | Canton créé                 | Canton créé              | Canton créé | Fernand Renault             |                 | PS              |
| Saint-Vallier             | Canton créé                 | Canton créé              | Canton créé | Eda Berger                  |                 | FG              |
| Saint-Vallier             | Canton créé                 | Canton créé              | Canton créé | Alain Philibert             |                 | FG              |
| Semur-en-Brionnais        | André Mamessier*            |                          | DVD         | Canton supprimé             | Canton supprimé | Canton supprimé |
| Sennecey-le-Grand         | Cécile Untermaier*          |                          | PS          | Canton supprimé             | Canton supprimé | Canton supprimé |
| Toulon-sur-Arroux         | Jean-Paul Meunier*          |                          | PS          | Canton supprimé             | Canton supprimé | Canton supprimé |
| Tournus                   | Gérard Buatois*             |                          | PS          | Jean-Claude Becousse        |                 | UMP             |
| Tournus                   | Gérard Buatois*             | Colette Beltjens         | PS          |                             | UDI             |                 |
| Tramayes                  | Maurice Bénas*              |                          | UMP         | Canton supprimé             | Canton supprimé | Canton supprimé |
| Verdun-sur-le-Doubs       | Jean-Paul Diconne           |                          | PS          | Canton supprimé             | Canton supprimé | Canton supprimé |

* Conseillers généraux sortants ne se représentant pas 

## Résultats par canton

### Canton d'Autun-1
| Candidats            | Candidats             | Partis      | Partis      | Premier tour | Premier tour | Second tour | Second tour |
| Candidats            | Candidats             | Partis      | Partis      | Voix         | %            | Voix        | %           |
| -------------------- | --------------------- | ----------- | ----------- | ------------ | ------------ | ----------- | ----------- |
| 1                    | Dominique Basdevant   |             | DVG         | 1 342        | 21,45        |             |             |
| 1                    | Ghislaine Colombo*    |             | PS          | 1 342        | 21,45        |             |             |
| 2                    | Catherine Amiot       |             | DVD         | 3 171        | 50,68        | 3 888       | 57,24       |
| 2                    | Frédéric Brochot      |             | UMP         | 3 171        | 50,68        | 3 888       | 57,24       |
| 3                    | Monique Gatier        |             | DVG         | 1 744        | 27,87        | 2 904       | 42,76       |
| 3                    | Jean-Baptiste Pierre* |             | DVG         | 1 744        | 27,87        | 2 904       | 42,76       |
|                      |                       |             |             |              |              |             |             |
| Inscrits             | Inscrits              | Inscrits    | Inscrits    | 15 152       | 100,00       | 15 147      | 100,00      |
| Abstentions          | Abstentions           | Abstentions | Abstentions | 7 860        | 51,87        | 7 522       | 49,66       |
| Votants              | Votants               | Votants     | Votants     | 7 292        | 48,13        | 7 625       | 50,34       |
| Blancs               | Blancs                | Blancs      | Blancs      | 631          | 8,65         | 512         | 6,71        |
| Nuls                 | Nuls                  | Nuls        | Nuls        | 404          | 5,54         | 321         | 4,21        |
| Exprimés             | Exprimés              | Exprimés    | Exprimés    | 6 257        | 85,81        | 6 792       | 89,08       |
| * conseiller sortant |                       |             |             |              |              |             |             |

### Canton d'Autun-2
| Candidats            | Candidats                   | Partis      | Partis      | Premier tour | Premier tour | Second tour | Second tour |
| Candidats            | Candidats                   | Partis      | Partis      | Voix         | %            | Voix        | %           |
| -------------------- | --------------------------- | ----------- | ----------- | ------------ | ------------ | ----------- | ----------- |
| 1                    | Marie-Claude Barnay         |             | DVG         | 3 179        | 51,04        | 3 422       | 53,49       |
| 1                    | Christian Gillot*           |             | PS          | 3 179        | 51,04        | 3 422       | 53,49       |
| 2                    | Jean-Michel Bérillon        |             | DVD         | 649          | 10,42        |             |             |
| 2                    | Marie-Christine Moncharmont |             | DVD         | 649          | 10,42        |             |             |
| 3                    | Bertrand Joly               |             | UMP         | 2 400        | 38,54        | 2 976       | 46,51       |
| 3                    | Véronique Pacaut            |             | UMP         | 2 400        | 38,54        | 2 976       | 46,51       |
|                      |                             |             |             |              |              |             |             |
| Inscrits             | Inscrits                    | Inscrits    | Inscrits    | 13 695       | 100,00       | 13 696      | 100,00      |
| Abstentions          | Abstentions                 | Abstentions | Abstentions | 6 452        | 47,11        | 6 487       | 47,36       |
| Votants              | Votants                     | Votants     | Votants     | 7 243        | 52,89        | 7 209       | 52,64       |
| Blancs               | Blancs                      | Blancs      | Blancs      | 644          | 8,89         | 465         | 6,45        |
| Nuls                 | Nuls                        | Nuls        | Nuls        | 371          | 5,12         | 346         | 4,80        |
| Exprimés             | Exprimés                    | Exprimés    | Exprimés    | 6 228        | 85,99        | 6 398       | 88,75       |
| * conseiller sortant |                             |             |             |              |              |             |             |

### Canton de Blanzy
| Candidats            | Candidats             | Partis      | Partis      | Premier tour | Premier tour | Second tour | Second tour |
| Candidats            | Candidats             | Partis      | Partis      | Voix         | %            | Voix        | %           |
| -------------------- | --------------------- | ----------- | ----------- | ------------ | ------------ | ----------- | ----------- |
| 1                    | Christian Launay      |             | FN          | 2 052        | 28,55        | 1 955       | 26,52       |
| 1                    | Francine Malaty       |             | FN          | 2 052        | 28,55        | 1 955       | 26,52       |
| 2                    | Édith Calderon        |             | PS          | 2 721        | 37,86        | 3 362       | 45,61       |
| 2                    | Jean-Yves Vernochet*  |             | PS          | 2 721        | 37,86        | 3 362       | 45,61       |
| 3                    | Séverine Girard-Leleu |             | FG          | 527          | 7,33         |             |             |
| 3                    | Michel Sassot         |             | FG          | 527          | 7,33         |             |             |
| 4                    | Josiane Genevois      |             | DVD         | 1 887        | 26,26        | 2 054       | 27,87       |
| 4                    | Jean Girardon*        |             | UDI         | 1 887        | 26,26        | 2 054       | 27,87       |
|                      |                       |             |             |              |              |             |             |
| Inscrits             | Inscrits              | Inscrits    | Inscrits    | 14 979       | 100,00       | 14 980      | 100,00      |
| Abstentions          | Abstentions           | Abstentions | Abstentions | 7 411        | 49,48        | 7 249       | 48,39       |
| Votants              | Votants               | Votants     | Votants     | 7 568        | 50,52        | 7 731       | 51,61       |
| Blancs               | Blancs                | Blancs      | Blancs      | 258          | 3,41         | 242         | 3,13        |
| Nuls                 | Nuls                  | Nuls        | Nuls        | 123          | 1,63         | 118         | 1,53        |
| Exprimés             | Exprimés              | Exprimés    | Exprimés    | 7 187        | 94,97        | 7 371       | 95,34       |
| * conseiller sortant |                       |             |             |              |              |             |             |

### Canton de Chagny
| Candidats            | Candidats                    | Partis      | Partis      | Premier tour | Premier tour | Second tour | Second tour |
| Candidats            | Candidats                    | Partis      | Partis      | Voix         | %            | Voix        | %           |
| -------------------- | ---------------------------- | ----------- | ----------- | ------------ | ------------ | ----------- | ----------- |
| 1                    | Claudette Brunet-Lechenault* |             | PRG         | 2 138        | 30,68        | 2 884       | 39,01       |
| 1                    | Jean-Christophe Descieux     |             | PS          | 2 138        | 30,68        | 2 884       | 39,01       |
| 2                    | David Camus                  |             | FG          | 725          | 10,40        |             |             |
| 2                    | Claire Saunier               |             | EÉLV        | 725          | 10,40        |             |             |
| 3                    | Cécile Darphin               |             | UDI         | 2 013        | 28,89        | 2 416       | 32,68       |
| 3                    | Sébastien Laurent            |             | UMP         | 2 013        | 28,89        | 2 416       | 32,68       |
| 4                    | Philippe Soulier             |             | FN          | 2 093        | 30,03        | 2 093       | 28,31       |
| 4                    | Nathalie Szych               |             | FN          | 2 093        | 30,03        | 2 093       | 28,31       |
|                      |                              |             |             |              |              |             |             |
| Inscrits             | Inscrits                     | Inscrits    | Inscrits    | 14 956       | 100,00       | 14 958      | 100,00      |
| Abstentions          | Abstentions                  | Abstentions | Abstentions | 7 613        | 50,90        | 7 251       | 48,48       |
| Votants              | Votants                      | Votants     | Votants     | 7 343        | 49,10        | 7 707       | 51,52       |
| Blancs               | Blancs                       | Blancs      | Blancs      | 280          | 3,81         | 228         | 2,96        |
| Nuls                 | Nuls                         | Nuls        | Nuls        | 94           | 1,28         | 86          | 1,12        |
| Exprimés             | Exprimés                     | Exprimés    | Exprimés    | 6 969        | 94,91        | 7 393       | 95,93       |
| * conseiller sortant |                              |             |             |              |              |             |             |

### Canton de Chalon-sur-Saône-1
| Candidats            | Candidats                   | Partis      | Partis      | Premier tour | Premier tour | Second tour | Second tour |
| Candidats            | Candidats                   | Partis      | Partis      | Voix         | %            | Voix        | %           |
| -------------------- | --------------------------- | ----------- | ----------- | ------------ | ------------ | ----------- | ----------- |
| 1                    | Noémie Danjour              |             | PCF         | 211          | 4,30         |             |             |
| 1                    | Patrick Lartaut             |             | PCF         | 211          | 4,30         |             |             |
| 2                    | Sabine Blondeau             |             | EÉLV        | 304          | 6,19         |             |             |
| 2                    | Mourad Laoues               |             | EÉLV        | 304          | 6,19         |             |             |
| 3                    | Gérard Chassan              |             | FN          | 1 263        | 25,73        | 1 884       | 40,98       |
| 3                    | Blanche Sillat              |             | FN          | 1 263        | 25,73        | 1 884       | 40,98       |
| 4                    | Fabrice Hohweiller          |             | DVD         | 1 124        | 22,90        |             |             |
| 4                    | Annie Lombard               |             | UMP         | 1 124        | 22,90        |             |             |
| 5                    | Raymond Gonthier            |             | PS          | 1 250        | 25,47        | 2 713       | 59,02       |
| 5                    | Françoise Verjux-Pelletier* |             | DVG         | 1 250        | 25,47        | 2 713       | 59,02       |
| 6                    | Agnès Lenotre-Ancion        |             | DVD         | 756          | 15,40        |             |             |
| 6                    | Maxime Thiébaut             |             | DLF         | 756          | 15,40        |             |             |
|                      |                             |             |             |              |              |             |             |
| Inscrits             | Inscrits                    | Inscrits    | Inscrits    | 11 896       | 100,00       | 11 896      | 100,00      |
| Abstentions          | Abstentions                 | Abstentions | Abstentions | 6 736        | 56,62        | 6 613       | 55,59       |
| Votants              | Votants                     | Votants     | Votants     | 5 160        | 43,38        | 5 283       | 44,41       |
| Blancs               | Blancs                      | Blancs      | Blancs      | 159          | 3,08         | 432         | 8,18        |
| Nuls                 | Nuls                        | Nuls        | Nuls        | 93           | 1,80         | 254         | 4,81        |
| Exprimés             | Exprimés                    | Exprimés    | Exprimés    | 4 908        | 95,12        | 4 597       | 87,01       |
| * conseiller sortant |                             |             |             |              |              |             |             |

### Canton de Chalon-sur-Saône-2
| Candidats   | Candidats           | Partis      | Partis      | Premier tour | Premier tour | Second tour | Second tour |
| Candidats   | Candidats           | Partis      | Partis      | Voix         | %            | Voix        | %           |
| ----------- | ------------------- | ----------- | ----------- | ------------ | ------------ | ----------- | ----------- |
| 1           | Christian Barlet    |             | FN          | 1 237        | 19,82        |             |             |
| 1           | Ghislaine Launay    |             | FN          | 1 237        | 19,82        |             |             |
| 2           | Ahmed Bouchaïr      |             | PS          | 1 408        | 22,56        | 2 217       | 38,31       |
| 2           | Dominique Copreaux  |             | PS          | 1 408        | 22,56        | 2 217       | 38,31       |
| 3           | François Lotteau    |             | EÉLV        | 636          | 10,19        |             |             |
| 3           | Josette Turck       |             | EÉLV        | 636          | 10,19        |             |             |
| 4           | Aurélien Jacques    |             | PCF         | 297          | 4,76         |             |             |
| 4           | Véronique Lartaut   |             | PCF         | 297          | 4,76         |             |             |
| 5           | Amelle Chouit       |             | UMP         | 2 662        | 42,66        | 3 570       | 61,69       |
| 5           | Jean-Vianney Guigue |             | UMP         | 2 662        | 42,66        | 3 570       | 61,69       |
|             |                     |             |             |              |              |             |             |
| Inscrits    | Inscrits            | Inscrits    | Inscrits    | 13 689       | 100,00       | 13 689      | 100,00      |
| Abstentions | Abstentions         | Abstentions | Abstentions | 7 137        | 52,14        | 7 329       | 53,54       |
| Votants     | Votants             | Votants     | Votants     | 6 552        | 47,86        | 6 360       | 46,46       |
| Blancs      | Blancs              | Blancs      | Blancs      | 225          | 3,43         | 372         | 5,85        |
| Nuls        | Nuls                | Nuls        | Nuls        | 87           | 1,33         | 201         | 3,16        |
| Exprimés    | Exprimés            | Exprimés    | Exprimés    | 6 240        | 95,24        | 5 787       | 90,99       |

### Canton de Chalon-sur-Saône-3
| Candidats            | Candidats         | Partis      | Partis      | Premier tour | Premier tour | Second tour | Second tour |
| Candidats            | Candidats         | Partis      | Partis      | Voix         | %            | Voix        | %           |
| -------------------- | ----------------- | ----------- | ----------- | ------------ | ------------ | ----------- | ----------- |
| 1                    | Nathalie Leblanc* |             | PS          | 1 837        | 34,09        | 2 378       | 46,58       |
| 1                    | Pascal Legoux     |             | PS          | 1 837        | 34,09        | 2 378       | 46,58       |
| 2                    | Florian Dottoni   |             | FN          | 1 312        | 24,35        |             |             |
| 2                    | Jacqueline Dugué  |             | FN          | 1 312        | 24,35        |             |             |
| 3                    | Daniel Bachelet   |             | PCF         | 350          | 6,50         |             |             |
| 3                    | Brigitte Bamber   |             | PCF         | 350          | 6,50         |             |             |
| 4                    | Vincent Bergeret  |             | UMP         | 1 889        | 35,06        | 2 727       | 53,42       |
| 4                    | Isabelle Dechaume |             | UDI         | 1 889        | 35,06        | 2 727       | 53,42       |
|                      |                   |             |             |              |              |             |             |
| Inscrits             | Inscrits          | Inscrits    | Inscrits    | 12 663       | 100,00       | 12 663      | 100,00      |
| Abstentions          | Abstentions       | Abstentions | Abstentions | 6 983        | 55,14        | 7 062       | 55,77       |
| Votants              | Votants           | Votants     | Votants     | 5 680        | 44,86        | 5 601       | 44,23       |
| Blancs               | Blancs            | Blancs      | Blancs      | 194          | 3,42         | 305         | 5,45        |
| Nuls                 | Nuls              | Nuls        | Nuls        | 98           | 1,73         | 191         | 3,41        |
| Exprimés             | Exprimés          | Exprimés    | Exprimés    | 5 388        | 94,86        | 5 105       | 91,14       |
| * conseiller sortant |                   |             |             |              |              |             |             |

### Canton de La Chapelle-de-Guinchay
| Candidats   | Candidats             | Partis      | Partis      | Premier tour | Premier tour | Second tour | Second tour |
| Candidats   | Candidats             | Partis      | Partis      | Voix         | %            | Voix        | %           |
| ----------- | --------------------- | ----------- | ----------- | ------------ | ------------ | ----------- | ----------- |
| 1           | Marie-Pierre Siraudin |             | DVD         | 1 082        | 12,95        |             |             |
| 1           | Gérard Voisin         |             | DVD         | 1 082        | 12,95        |             |             |
| 2           | Jean-François Cognard |             | UMP         | 2 273        | 27,21        | 4 975       | 63.61       |
| 2           | Dominique Piard       |             | UDI         | 2 273        | 27,21        | 4 975       | 63.61       |
| 3           | Carole Alamercery     |             | FN          | 2 446        | 29,28        | 2 846       | 36.39       |
| 3           | Serge Papion          |             | FN          | 2 446        | 29,28        | 2 846       | 36.39       |
| 4           | Alain Gombert         |             | FG          | 607          | 7,27         |             |             |
| 4           | Véronique Zurano      |             | FG          | 607          | 7,27         |             |             |
| 5           | Brigitte Darmedru     |             | DVG         | 1 945        | 23,29        |             |             |
| 5           | Michel Maya           |             | DVG         | 1 945        | 23,29        |             |             |
|             |                       |             |             |              |              |             |             |
| Inscrits    | Inscrits              | Inscrits    | Inscrits    | 17 420       | 100,00       | 17 420      | 100,00      |
| Abstentions | Abstentions           | Abstentions | Abstentions | 8 531        | 48,97        | 8 542       | 49.02       |
| Votants     | Votants               | Votants     | Votants     | 8 889        | 51,03        | 8 884       | 50.98       |
| Blancs      | Blancs                | Blancs      | Blancs      | 379          | 4,26         | 816         | 9.19        |
| Nuls        | Nuls                  | Nuls        | Nuls        | 157          | 1,77         | 247         | 2.78        |
| Exprimés    | Exprimés              | Exprimés    | Exprimés    | 8 353        | 47,93        | 7 821       | 44.88       |

### Canton de Charolles
| Candidats   | Candidats           | Partis      | Partis      | Premier tour | Premier tour |
| Candidats   | Candidats           | Partis      | Partis      | Voix         | %            |
| ----------- | ------------------- | ----------- | ----------- | ------------ | ------------ |
| 1           | Annie Pallot        |             | PS          | 1 832        | 28,46        |
| 1           | Jean Piret          |             | PS          | 1 832        | 28,46        |
| 2           | Nicole Pellenard    |             | FN          | 1 320        | 20,51        |
| 2           | Éric Planque-Bonini |             | FN          | 1 320        | 20,51        |
| 3           | Pierre Berthier     |             | UMP         | 3 285        | 51,03        |
| 3           | Josiane Corneloup   |             | UMP         | 3 285        | 51,03        |
|             |                     |             |             |              |              |
| Inscrits    | Inscrits            | Inscrits    | Inscrits    | 12 127       | 100,00       |
| Abstentions | Abstentions         | Abstentions | Abstentions | 5 301        | 43,71        |
| Votants     | Votants             | Votants     | Votants     | 6 826        | 56,29        |
| Blancs      | Blancs              | Blancs      | Blancs      | 273          | 4,00         |
| Nuls        | Nuls                | Nuls        | Nuls        | 116          | 1,70         |
| Exprimés    | Exprimés            | Exprimés    | Exprimés    | 6 437        | 94,30        |

### Canton de Chauffailles
| Candidats            | Candidats                | Partis      | Partis      | Premier tour | Premier tour |
| Candidats            | Candidats                | Partis      | Partis      | Voix         | %            |
| -------------------- | ------------------------ | ----------- | ----------- | ------------ | ------------ |
| 1                    | David André              |             | FN          | 1 797        | 22,42        |
| 1                    | Jacqueline Hurel-Meunier |             | FN          | 1 797        | 22,42        |
| 2                    | Marie-Christine Bignon*  |             | DVD         | 4 312        | 53,79        |
| 2                    | Arnaud Durix             |             | DVD         | 4 312        | 53,79        |
| 3                    | Jacqueline Bramant       |             | DVG         | 1 907        | 23,79        |
| 3                    | Fabrice Dejoux           |             | DVG         | 1 907        | 23,79        |
|                      |                          |             |             |              |              |
| Inscrits             | Inscrits                 | Inscrits    | Inscrits    | 15 775       | 100,00       |
| Abstentions          | Abstentions              | Abstentions | Abstentions | 7 294        | 46,24        |
| Votants              | Votants                  | Votants     | Votants     | 8 481        | 53,76        |
| Blancs               | Blancs                   | Blancs      | Blancs      | 332          | 3,91         |
| Nuls                 | Nuls                     | Nuls        | Nuls        | 133          | 1,57         |
| Exprimés             | Exprimés                 | Exprimés    | Exprimés    | 8 016        | 94,52        |
| * conseiller sortant |                          |             |             |              |              |

### Canton de Cluny
| Candidats            | Candidats              | Partis      | Partis      | Premier tour | Premier tour |
| Candidats            | Candidats              | Partis      | Partis      | Voix         | %            |
| -------------------- | ---------------------- | ----------- | ----------- | ------------ | ------------ |
| 1                    | Jean-Luc Fonteray*     |             | PS          | 3 255        | 51,98        |
| 1                    | Élisabeth Lemonon      |             | DVG         | 3 255        | 51,98        |
| 2                    | Éric Durdilly          |             | FN          | 1 339        | 21,38        |
| 2                    | Isabelle Guérite       |             | FN          | 1 339        | 21,38        |
| 3                    | Jean-Pierre Maurice    |             | UDI         | 1 668        | 26,64        |
| 3                    | Véronique Petit-Soarès |             | DVD         | 1 668        | 26,64        |
|                      |                        |             |             |              |              |
| Inscrits             | Inscrits               | Inscrits    | Inscrits    | 11 854       | 100,00       |
| Abstentions          | Abstentions            | Abstentions | Abstentions | 5 165        | 43,57        |
| Votants              | Votants                | Votants     | Votants     | 6 689        | 56,43        |
| Blancs               | Blancs                 | Blancs      | Blancs      | 296          | 4,43         |
| Nuls                 | Nuls                   | Nuls        | Nuls        | 131          | 1,96         |
| Exprimés             | Exprimés               | Exprimés    | Exprimés    | 6 262        | 93,62        |
| * conseiller sortant |                        |             |             |              |              |

### Canton du Creusot-1
| Candidats   | Candidats              | Partis      | Partis      | Premier tour | Premier tour | Second tour | Second tour |
| Candidats   | Candidats              | Partis      | Partis      | Voix         | %            | Voix        | %           |
| ----------- | ---------------------- | ----------- | ----------- | ------------ | ------------ | ----------- | ----------- |
| 1           | Sylvie Deroche         |             | FG          | 480          | 9,81         |             |             |
| 1           | Serge Desbrosses       |             | FG          | 480          | 9,81         |             |             |
| 2           | Yannick Lacroix        |             | FN          | 1 197        | 24,46        |             |             |
| 2           | Laetitia Launay        |             | FN          | 1 197        | 24,46        |             |             |
| 3           | Christian Chautemps    |             | EÉLV        | 280          | 5,72         |             |             |
| 3           | Émilie Laure Mondoloni |             | EÉLV        | 280          | 5,72         |             |             |
| 4           | Marie-France Ferry     |             | DVD         | 1 366        | 27,91        | 2 314       | 48,10       |
| 4           | Gilles Signol          |             | DVD         | 1 366        | 27,91        | 2 314       | 48,10       |
| 5           | Laurence Borsoi        |             | DVG         | 1 571        | 32,10        | 2 497       | 51,90       |
| 5           | Bernard Durand         |             | PS          | 1 571        | 32,10        | 2 497       | 51,90       |
|             |                        |             |             |              |              |             |             |
| Inscrits    | Inscrits               | Inscrits    | Inscrits    | 11 912       | 100,00       | 11 911      | 100,00      |
| Abstentions | Abstentions            | Abstentions | Abstentions | 6 758        | 56,73        | 6 620       | 55,58       |
| Votants     | Votants                | Votants     | Votants     | 5 154        | 43,27        | 5 291       | 44,42       |
| Blancs      | Blancs                 | Blancs      | Blancs      | 166          | 3,22         | 287         | 5,42        |
| Nuls        | Nuls                   | Nuls        | Nuls        | 94           | 1,82         | 193         | 3,65        |
| Exprimés    | Exprimés               | Exprimés    | Exprimés    | 4 894        | 94,96        | 4 811       | 90,93       |

### Canton du Creusot-2
| Candidats            | Candidats            | Partis      | Partis      | Premier tour | Premier tour | Second tour | Second tour |
| Candidats            | Candidats            | Partis      | Partis      | Voix         | %            | Voix        | %           |
| -------------------- | -------------------- | ----------- | ----------- | ------------ | ------------ | ----------- | ----------- |
| 1                    | Jean-Pierre Mugnier  |             | FG          | 423          | 7,22         |             |             |
| 1                    | Évelyne Rogowicz     |             | FG          | 423          | 7,22         |             |             |
| 2                    | Stéphane Georges     |             | UMP         | 772          | 13,19        |             |             |
| 2                    | Nathalie Jacquinot   |             | DVD         | 772          | 13,19        |             |             |
| 3                    | Évelyne Couillerot*  |             | PS          | 2 386        | 40,75        | 3 540       | 64,32       |
| 3                    | Jean-Marc Hippolyte  |             | DVG         | 2 386        | 40,75        | 3 540       | 64,32       |
| 4                    | Stéphanie Auclair    |             | DVD         | 906          | 15,47        |             |             |
| 4                    | Stéphane Esmeriz     |             | DVD         | 906          | 15,47        |             |             |
| 5                    | Quentin Bijard       |             | FN          | 1 368        | 23,36        | 1 964       | 35,68       |
| 5                    | Charlène Meyer-Miola |             | FN          | 1 368        | 23,36        | 1 964       | 35,68       |
|                      |                      |             |             |              |              |             |             |
| Inscrits             | Inscrits             | Inscrits    | Inscrits    | 12 608       | 100,00       | 12 608      | 100,00      |
| Abstentions          | Abstentions          | Abstentions | Abstentions | 6 373        | 50,55        | 6 343       | 50,31       |
| Votants              | Votants              | Votants     | Votants     | 6 235        | 49,45        | 6 265       | 49,69       |
| Blancs               | Blancs               | Blancs      | Blancs      | 247          | 3,96         | 519         | 8,28        |
| Nuls                 | Nuls                 | Nuls        | Nuls        | 133          | 2,13         | 242         | 3,86        |
| Exprimés             | Exprimés             | Exprimés    | Exprimés    | 5 855        | 93,91        | 5 504       | 87,85       |
| * conseiller sortant |                      |             |             |              |              |             |             |

### Canton de Cuiseaux
| Candidats            | Candidats         | Partis      | Partis      | Premier tour | Premier tour | Second tour | Second tour |
| Candidats            | Candidats         | Partis      | Partis      | Voix         | %            | Voix        | %           |
| -------------------- | ----------------- | ----------- | ----------- | ------------ | ------------ | ----------- | ----------- |
| 1                    | Frédéric Cannard* |             | PS          | 2 694        | 35,79        | 3 118       | 37,89       |
| 1                    | Sylvie Chambriat  |             | DVG         | 2 694        | 35,79        | 3 118       | 37,89       |
| 2                    | Anthony Dorier    |             | FN          | 2 259        | 30,01        | 2 090       | 25,40       |
| 2                    | Viviane Trésorier |             | FN          | 2 259        | 30,01        | 2 090       | 25,40       |
| 3                    | Thierry Colin*    |             | DVD         | 2 574        | 34,20        | 3 020       | 36,70       |
| 3                    | Françoise Jaillet |             | DVD         | 2 574        | 34,20        | 3 020       | 36,70       |
|                      |                   |             |             |              |              |             |             |
| Inscrits             | Inscrits          | Inscrits    | Inscrits    | 14 997       | 100,00       | 14 995      | 100,00      |
| Abstentions          | Abstentions       | Abstentions | Abstentions | 7 118        | 47,46        | 6 522       | 43,49       |
| Votants              | Votants           | Votants     | Votants     | 7 879        | 52,54        | 8 473       | 56,51       |
| Blancs               | Blancs            | Blancs      | Blancs      | 238          | 3,02         | 170         | 2,01        |
| Nuls                 | Nuls              | Nuls        | Nuls        | 114          | 1,45         | 75          | 0,89        |
| Exprimés             | Exprimés          | Exprimés    | Exprimés    | 7 527        | 95,53        | 8 228       | 97,11       |
| * conseiller sortant |                   |             |             |              |              |             |             |

### Canton de Digoin
| Candidats            | Candidats          | Partis      | Partis      | Premier tour | Premier tour | Second tour | Second tour |
| Candidats            | Candidats          | Partis      | Partis      | Voix         | %            | Voix        | %           |
| -------------------- | ------------------ | ----------- | ----------- | ------------ | ------------ | ----------- | ----------- |
| 1                    | Fabien Genet       |             | UMP         | 2 824        | 41,18        | 3 891       | 59,73       |
| 1                    | Édith Perraudin*   |             | UMP         | 2 824        | 41,18        | 3 891       | 59,73       |
| 2                    | Alain Lagoutte     |             | FN          | 1 542        | 22,49        |             |             |
| 2                    | Nicoleta Marin     |             | FN          | 1 542        | 22,49        |             |             |
| 3                    | Philomène Baccot*  |             | PS          | 1 917        | 27,96        | 2 623       | 40,27       |
| 3                    | Jean-Paul Drapier* |             | PS          | 1 917        | 27,96        | 2 623       | 40,27       |
| 4                    | Annie Ducroizet    |             | FG          | 574          | 8,37         |             |             |
| 4                    | Hubert Louis       |             | FG          | 574          | 8,37         |             |             |
|                      |                    |             |             |              |              |             |             |
| Inscrits             | Inscrits           | Inscrits    | Inscrits    | 13 872       | 100,00       | 13 880      | 100,00      |
| Abstentions          | Abstentions        | Abstentions | Abstentions | 6 636        | 47,84        | 6 669       | 48,05       |
| Votants              | Votants            | Votants     | Votants     | 7 236        | 52,16        | 7 211       | 51,95       |
| Blancs               | Blancs             | Blancs      | Blancs      | 221          | 3,05         | 399         | 5,53        |
| Nuls                 | Nuls               | Nuls        | Nuls        | 158          | 2,18         | 298         | 4,13        |
| Exprimés             | Exprimés           | Exprimés    | Exprimés    | 6 857        | 94,76        | 6 514       | 90,33       |
| * conseiller sortant |                    |             |             |              |              |             |             |

### Canton de Gergy
| Candidats            | Candidats          | Partis      | Partis      | Premier tour | Premier tour | Second tour | Second tour |
| Candidats            | Candidats          | Partis      | Partis      | Voix         | %            | Voix        | %           |
| -------------------- | ------------------ | ----------- | ----------- | ------------ | ------------ | ----------- | ----------- |
| 1                    | Valérie Guillarme  |             | FN          | 2 187        | 34,91        | 2 301       | 33,75       |
| 1                    | Guy Moriau         |             | FN          | 2 187        | 34,91        | 2 301       | 33,75       |
| 2                    | Jean-Paul Diconne* |             | PS          | 2 238        | 35,73        | 2 521       | 36,98       |
| 2                    | Violaine Gillet    |             | DVG         | 2 238        | 35,73        | 2 521       | 36,98       |
| 3                    | Annick Ragondet    |             | UMP         | 1 839        | 29,36        | 1 995       | 29,27       |
| 3                    | Benoît Regnault    |             | UMP         | 1 839        | 29,36        | 1 995       | 29,27       |
|                      |                    |             |             |              |              |             |             |
| Inscrits             | Inscrits           | Inscrits    | Inscrits    | 12 890       | 100,00       | 12 890      | 100,00      |
| Abstentions          | Abstentions        | Abstentions | Abstentions | 6 149        | 47,70        | 5 774       | 44,79       |
| Votants              | Votants            | Votants     | Votants     | 6 741        | 52,30        | 7 116       | 55,21       |
| Blancs               | Blancs             | Blancs      | Blancs      | 327          | 4,85         | 220         | 3,09        |
| Nuls                 | Nuls               | Nuls        | Nuls        | 150          | 2,23         | 79          | 1,11        |
| Exprimés             | Exprimés           | Exprimés    | Exprimés    | 6 264        | 92,92        | 6 817       | 95,80       |
| * conseiller sortant |                    |             |             |              |              |             |             |

### Canton de Givry
| Candidats            | Candidats                  | Partis      | Partis      | Premier tour | Premier tour | Second tour | Second tour |
| Candidats            | Candidats                  | Partis      | Partis      | Voix         | %            | Voix        | %           |
| -------------------- | -------------------------- | ----------- | ----------- | ------------ | ------------ | ----------- | ----------- |
| 1                    | Dominique Lanoiselet*      |             | UMP         | 3 949        | 45,74        | 5 641       | 75,95       |
| 1                    | Sébastien Martin           |             | UMP         | 3 949        | 45,74        | 5 641       | 75,95       |
| 2                    | Marie-Claude Colin-Cordier |             | EÉLV        | 695          | 8,05         |             |             |
| 2                    | Manuel Dufour              |             | DVG         | 695          | 8,05         |             |             |
| 3                    | Josiane Detroit            |             | PCF         | 385          | 4,46         |             |             |
| 3                    | Michel Pauchard            |             | PCF         | 385          | 4,46         |             |             |
| 4                    | Jean-Michel Gallioz        |             | FN          | 1 833        | 21,23        | 1 786       | 24,05       |
| 4                    | Céline Ripoteau            |             | FN          | 1 833        | 21,23        | 1 786       | 24,05       |
| 5                    | Christine Sebille          |             | PS          | 1 772        | 20,52        |             |             |
| 5                    | Edmond Valette             |             | PS          | 1 772        | 20,52        |             |             |
|                      |                            |             |             |              |              |             |             |
| Inscrits             | Inscrits                   | Inscrits    | Inscrits    | 16 334       | 100,00       | 16 323      | 100,00      |
| Abstentions          | Abstentions                | Abstentions | Abstentions | 7 259        | 44,44        | 7 689       | 47,11       |
| Votants              | Votants                    | Votants     | Votants     | 9 075        | 55,56        | 8 634       | 52,89       |
| Blancs               | Blancs                     | Blancs      | Blancs      | 298          | 3,28         | 890         | 10,31       |
| Nuls                 | Nuls                       | Nuls        | Nuls        | 143          | 1,58         | 317         | 3,67        |
| Exprimés             | Exprimés                   | Exprimés    | Exprimés    | 8 634        | 95,14        | 7 427       | 86,02       |
| * conseiller sortant |                            |             |             |              |              |             |             |

### Canton de Gueugnon
| Candidats            | Candidats         | Partis      | Partis      | Premier tour | Premier tour | Second tour | Second tour |
| Candidats            | Candidats         | Partis      | Partis      | Voix         | %            | Voix        | %           |
| -------------------- | ----------------- | ----------- | ----------- | ------------ | ------------ | ----------- | ----------- |
| 1                    | Pascale Brionne   |             | DVD         | 1 508        | 24,86        | 2 582       | 45,13       |
| 1                    | Jean-Pierre Raulo |             | DVD         | 1 508        | 24,86        | 2 582       | 45,13       |
| 2                    | Chantal Gien      |             | PS          | 2 458        | 40,51        | 3 139       | 54,87       |
| 2                    | Dominique Lotte*  |             | DVG         | 2 458        | 40,51        | 3 139       | 54,87       |
| 3                    | Diane Launay      |             | FN          | 1 277        | 21,05        |             |             |
| 3                    | Dominique Salles  |             | FN          | 1 277        | 21,05        |             |             |
| 4                    | Alain Bailly      |             | DVG         | 824          | 13,58        |             |             |
| 4                    | Aurore Dago       |             | DVG         | 824          | 13,58        |             |             |
|                      |                   |             |             |              |              |             |             |
| Inscrits             | Inscrits          | Inscrits    | Inscrits    | 11 865       | 100,00       | 11 865      | 100,00      |
| Abstentions          | Abstentions       | Abstentions | Abstentions | 5 427        | 45,74        | 5 567       | 46,92       |
| Votants              | Votants           | Votants     | Votants     | 6 438        | 54,26        | 6 298       | 53,08       |
| Blancs               | Blancs            | Blancs      | Blancs      | 247          | 3,84         | 362         | 5,75        |
| Nuls                 | Nuls              | Nuls        | Nuls        | 124          | 1,93         | 215         | 3,41        |
| Exprimés             | Exprimés          | Exprimés    | Exprimés    | 6 067        | 94,24        | 5 721       | 90,84       |
| * conseiller sortant |                   |             |             |              |              |             |             |

### Canton d'Hurigny
| Candidats            | Candidats            | Partis      | Partis      | Premier tour | Premier tour | Second tour | Second tour |
| Candidats            | Candidats            | Partis      | Partis      | Voix         | %            | Voix        | %           |
| -------------------- | -------------------- | ----------- | ----------- | ------------ | ------------ | ----------- | ----------- |
| 1                    | Patricia Baci        |             | FG          | 749          | 8,55         |             |             |
| 1                    | Serge Thirard        |             | FG          | 749          | 8,55         |             |             |
| 2                    | Alain Cognard        |             | FN          | 2 393        | 27,33        | 1 999       | 21,93       |
| 2                    | Audrey Richard       |             | FN          | 2 393        | 27,33        | 1 999       | 21,93       |
| 3                    | Gérard Colon*        |             | UMP         | 2 808        | 32,07        | 3 485       | 38,23       |
| 3                    | Marie-Thérèse Drevet |             | DVD         | 2 808        | 32,07        | 3 485       | 38,23       |
| 4                    | Catherine Fargeot    |             | DVG         | 2 806        | 32,05        | 3 632       | 39,84       |
| 4                    | André Peulet*        |             | PS          | 2 806        | 32,05        | 3 632       | 39,84       |
|                      |                      |             |             |              |              |             |             |
| Inscrits             | Inscrits             | Inscrits    | Inscrits    | 16 696       | 100,00       | 16 696      | 100,00      |
| Abstentions          | Abstentions          | Abstentions | Abstentions | 7 504        | 44,94        | 7 231       | 43,31       |
| Votants              | Votants              | Votants     | Votants     | 9 192        | 55,06        | 9 465       | 56,69       |
| Blancs               | Blancs               | Blancs      | Blancs      | 333          | 3,62         | 283         | 2,99        |
| Nuls                 | Nuls                 | Nuls        | Nuls        | 103          | 1,12         | 66          | 0,70        |
| Exprimés             | Exprimés             | Exprimés    | Exprimés    | 8 756        | 95,26        | 9 116       | 96,31       |
| * conseiller sortant |                      |             |             |              |              |             |             |

### Canton de Louhans
| Candidats            | Candidats              | Partis      | Partis      | Premier tour | Premier tour | Second tour | Second tour |
| Candidats            | Candidats              | Partis      | Partis      | Voix         | %            | Voix        | %           |
| -------------------- | ---------------------- | ----------- | ----------- | ------------ | ------------ | ----------- | ----------- |
| 1                    | Rémi Chaintron*        |             | PS          | 2 569        | 30,81        | 2 732       | 33,70       |
| 1                    | Sabine Scheffer        |             | DVG         | 2 569        | 30,81        | 2 732       | 33,70       |
| 2                    | Jean-Philippe Hurtault |             | FN          | 1 726        | 20,70        |             |             |
| 2                    | Marie Reverchon        |             | FN          | 1 726        | 20,70        |             |             |
| 3                    | Mathilde Chalumeau     |             | UMP         | 4 042        | 48,48        | 5 374       | 66,30       |
| 3                    | Anthony Vadot          |             | DVD         | 4 042        | 48,48        | 5 374       | 66,30       |
|                      |                        |             |             |              |              |             |             |
| Inscrits             | Inscrits               | Inscrits    | Inscrits    | 15 384       | 100,00       | 15 383      | 100,00      |
| Abstentions          | Abstentions            | Abstentions | Abstentions | 6 626        | 43,07        | 6 652       | 43,24       |
| Votants              | Votants                | Votants     | Votants     | 8 758        | 56,93        | 8 731       | 56,76       |
| Blancs               | Blancs                 | Blancs      | Blancs      | 239          | 2,73         | 367         | 4,20        |
| Nuls                 | Nuls                   | Nuls        | Nuls        | 182          | 2,08         | 258         | 2,95        |
| Exprimés             | Exprimés               | Exprimés    | Exprimés    | 8 337        | 95,19        | 8 106       | 92,84       |
| * conseiller sortant |                        |             |             |              |              |             |             |

### Canton de Mâcon-1
| Candidats            | Candidats              | Partis      | Partis      | Premier tour | Premier tour | Second tour | Second tour |
| Candidats            | Candidats              | Partis      | Partis      | Voix         | %            | Voix        | %           |
| -------------------- | ---------------------- | ----------- | ----------- | ------------ | ------------ | ----------- | ----------- |
| 1                    | Serge Baclet           |             | FN          | 1 483        | 21,58        |             |             |
| 1                    | Corinne Mossire        |             | FN          | 1 483        | 21,58        |             |             |
| 2                    | Stéphane Guiguet       |             | PS          | 1 879        | 27,34        | 2 613       | 41,16       |
| 2                    | Joëlle Marzio*         |             | PS          | 1 879        | 27,34        | 2 613       | 41,16       |
| 3                    | Laurence Mitton        |             | EÉLV        | 661          | 9,62         |             |             |
| 3                    | Rémy Rodot             |             | FG          | 661          | 9,62         |             |             |
| 4                    | Jean-Philippe Belville |             | DVD         | 359          | 5,22         |             |             |
| 4                    | Valérie Nadal          |             | DVD         | 359          | 5,22         |             |             |
| 5                    | Florence Battard       |             | UDI         | 2 491        | 36,24        | 3 735       | 58,84       |
| 5                    | Jacques Tourny         |             | UMP         | 2 491        | 36,24        | 3 735       | 58,84       |
|                      |                        |             |             |              |              |             |             |
| Inscrits             | Inscrits               | Inscrits    | Inscrits    | 15 718       | 100,00       | 15 714      | 100,00      |
| Abstentions          | Abstentions            | Abstentions | Abstentions | 8 527        | 54,25        | 8 712       | 55,44       |
| Votants              | Votants                | Votants     | Votants     | 7 191        | 45,75        | 7 002       | 44,56       |
| Blancs               | Blancs                 | Blancs      | Blancs      | 225          | 3,13         | 445         | 6,36        |
| Nuls                 | Nuls                   | Nuls        | Nuls        | 93           | 1,29         | 209         | 2,98        |
| Exprimés             | Exprimés               | Exprimés    | Exprimés    | 6 873        | 95,58        | 6 348       | 90,66       |
| * conseiller sortant |                        |             |             |              |              |             |             |

### Canton de Mâcon-2
| Candidats   | Candidats          | Partis      | Partis      | Premier tour | Premier tour | Second tour | Second tour |
| Candidats   | Candidats          | Partis      | Partis      | Voix         | %            | Voix        | %           |
| ----------- | ------------------ | ----------- | ----------- | ------------ | ------------ | ----------- | ----------- |
| 1           | Rodolphe Martin    |             | PS          | 1 387        | 29,17        | 1 873       | 42,33       |
| 1           | Catherine N'Diaye  |             | PS          | 1 387        | 29,17        | 1 873       | 42,33       |
| 2           | Danielle Barbosa   |             | FN          | 960          | 20,19        |             |             |
| 2           | Thomas Gronnier    |             | FN          | 960          | 20,19        |             |             |
| 3           | Christian Baudrion |             | EÉLV        | 522          | 10,98        |             |             |
| 3           | Céline Vinauger    |             | PCF         | 522          | 10,98        |             |             |
| 4           | Claude Cannet      |             | UMP         | 1 886        | 39,66        | 2 552       | 57,67       |
| 4           | Hervé Reynaud      |             | UDI         | 1 886        | 39,66        | 2 552       | 57,67       |
|             |                    |             |             |              |              |             |             |
| Inscrits    | Inscrits           | Inscrits    | Inscrits    | 12 574       | 100,00       | 12 568      | 100,00      |
| Abstentions | Abstentions        | Abstentions | Abstentions | 7 593        | 60,39        | 7 717       | 61,40       |
| Votants     | Votants            | Votants     | Votants     | 4 981        | 39,61        | 4 851       | 38,60       |
| Blancs      | Blancs             | Blancs      | Blancs      | 148          | 2,97         | 291         | 6,00        |
| Nuls        | Nuls               | Nuls        | Nuls        | 78           | 1,57         | 135         | 2,78        |
| Exprimés    | Exprimés           | Exprimés    | Exprimés    | 4 755        | 95,46        | 4 425       | 91,22       |

### Canton de Montceau-les-Mines
| Candidats            | Candidats               | Partis      | Partis      | Premier tour | Premier tour | Second tour | Second tour |
| Candidats            | Candidats               | Partis      | Partis      | Voix         | %            | Voix        | %           |
| -------------------- | ----------------------- | ----------- | ----------- | ------------ | ------------ | ----------- | ----------- |
| 1                    | Anne-Sophie Bertoncello |             | FG          | 536          | 9,54         |             |             |
| 1                    | André Gillot            |             | FG          | 536          | 9,54         |             |             |
| 2                    | Nicole Caboche          |             | FN          | 1 433        | 25,51        |             |             |
| 2                    | Lilian Noirot           |             | FN          | 1 433        | 25,51        |             |             |
| 3                    | Éric Dubreuil           |             | DVD         | 1 982        | 35,29        | 2 795       | 54,14       |
| 3                    | Marie-Thérèse Frizot    |             | DVD         | 1 982        | 35,29        | 2 795       | 54,14       |
| 4                    | Marie-Lise Grazia       |             | DVG         | 1 666        | 29,66        | 2 368       | 45,86       |
| 4                    | Laurent Selvez*         |             | PS          | 1 666        | 29,66        | 2 368       | 45,86       |
|                      |                         |             |             |              |              |             |             |
| Inscrits             | Inscrits                | Inscrits    | Inscrits    | 13 502       | 100,00       | 13 502      | 100,00      |
| Abstentions          | Abstentions             | Abstentions | Abstentions | 7 624        | 56,47        | 7 820       | 57,92       |
| Votants              | Votants                 | Votants     | Votants     | 5 878        | 43,53        | 5 682       | 42,08       |
| Blancs               | Blancs                  | Blancs      | Blancs      | 153          | 2,60         | 300         | 5,28        |
| Nuls                 | Nuls                    | Nuls        | Nuls        | 108          | 1,84         | 219         | 3,85        |
| Exprimés             | Exprimés                | Exprimés    | Exprimés    | 5 617        | 95,56        | 5 163       | 90,87       |
| * conseiller sortant |                         |             |             |              |              |             |             |

### Canton d'Ouroux-sur-Saône
| Candidats            | Candidats           | Partis      | Partis      | Premier tour | Premier tour | Second tour | Second tour |
| Candidats            | Candidats           | Partis      | Partis      | Voix         | %            | Voix        | %           |
| -------------------- | ------------------- | ----------- | ----------- | ------------ | ------------ | ----------- | ----------- |
| 1                    | Christine Leneveu   |             | FN          | 1 824        | 29,73        | 1 696       | 25,42       |
| 1                    | Alain Taulin        |             | FN          | 1 824        | 29,73        | 1 696       | 25,42       |
| 2                    | Jean-Michel Desmard |             | UMP         | 2 102        | 34,26        | 2 503       | 37,51       |
| 2                    | Élisabeth Roblot    |             | UMP         | 2 102        | 34,26        | 2 503       | 37,51       |
| 3                    | Brigitte Beal       |             | PS          | 2 210        | 36,02        | 2 473       | 37,07       |
| 3                    | Alain Doulé*        |             | PS          | 2 210        | 36,02        | 2 473       | 37,07       |
|                      |                     |             |             |              |              |             |             |
| Inscrits             | Inscrits            | Inscrits    | Inscrits    | 12 296       | 100,00       | 12 269      | 100,00      |
| Abstentions          | Abstentions         | Abstentions | Abstentions | 5 759        | 46,84        | 5 297       | 43,17       |
| Votants              | Votants             | Votants     | Votants     | 6 537        | 53,16        | 6 972       | 56,83       |
| Blancs               | Blancs              | Blancs      | Blancs      | 273          | 4,18         | 205         | 2,94        |
| Nuls                 | Nuls                | Nuls        | Nuls        | 128          | 1,96         | 95          | 1,36        |
| Exprimés             | Exprimés            | Exprimés    | Exprimés    | 6 136        | 93,87        | 6 672       | 95,70       |
| * conseiller sortant |                     |             |             |              |              |             |             |

### Canton de Paray-le-Monial
| Candidats            | Candidats          | Partis      | Partis      | Premier tour | Premier tour | Second tour | Second tour |
| Candidats            | Candidats          | Partis      | Partis      | Voix         | %            | Voix        | %           |
| -------------------- | ------------------ | ----------- | ----------- | ------------ | ------------ | ----------- | ----------- |
| 1                    | Murielle Devillard |             | FN          | 1 747        | 21,87        |             |             |
| 1                    | Michel Jondet      |             | FN          | 1 747        | 21,87        |             |             |
| 2                    | André Accary*      |             | UMP         | 4 056        | 50,78        | 5 004       | 67,29       |
| 2                    | Carole Chenuet     |             | DVD         | 4 056        | 50,78        | 5 004       | 67,29       |
| 3                    | Stéphanie Gateau   |             | PS          | 2 185        | 27,35        | 2 432       | 32,71       |
| 3                    | Louis Poncet       |             | DVG         | 2 185        | 27,35        | 2 432       | 32,71       |
|                      |                    |             |             |              |              |             |             |
| Inscrits             | Inscrits           | Inscrits    | Inscrits    | 16 240       | 100,00       | 16 233      | 100,00      |
| Abstentions          | Abstentions        | Abstentions | Abstentions | 7 817        | 48,13        | 8 238       | 50,75       |
| Votants              | Votants            | Votants     | Votants     | 8 423        | 51,87        | 7 995       | 49,25       |
| Blancs               | Blancs             | Blancs      | Blancs      | 289          | 3,43         | 363         | 4,54        |
| Nuls                 | Nuls               | Nuls        | Nuls        | 146          | 1,73         | 196         | 2,45        |
| Exprimés             | Exprimés           | Exprimés    | Exprimés    | 7 988        | 94,84        | 7 436       | 93,01       |
| * conseiller sortant |                    |             |             |              |              |             |             |

### Canton de Pierre-de-Bresse
| Candidats   | Candidats           | Partis      | Partis      | Premier tour | Premier tour | Second tour | Second tour |
| Candidats   | Candidats           | Partis      | Partis      | Voix         | %            | Voix        | %           |
| ----------- | ------------------- | ----------- | ----------- | ------------ | ------------ | ----------- | ----------- |
| 1           | Aline Gruet         |             | DVD         | 2 318        | 35,74        | 2 778       | 38,92       |
| 1           | Bertrand Rouffiange |             | DVD         | 2 318        | 35,74        | 2 778       | 38,92       |
| 2           | Sébastien Alloin    |             | FN          | 2 066        | 31,86        | 1 951       | 27,34       |
| 2           | Cécile Guilhot      |             | FN          | 2 066        | 31,86        | 1 951       | 27,34       |
| 3           | Jocelyne Euvrard    |             | DVG         | 2 101        | 32,40        | 2 408       | 33,74       |
| 3           | Denis Lamard        |             | PS          | 2 101        | 32,40        | 2 408       | 33,74       |
|             |                     |             |             |              |              |             |             |
| Inscrits    | Inscrits            | Inscrits    | Inscrits    | 11 905       | 100,00       | 11 902      | 100,00      |
| Abstentions | Abstentions         | Abstentions | Abstentions | 4 991        | 41,92        | 4 460       | 37,47       |
| Votants     | Votants             | Votants     | Votants     | 6 914        | 58,08        | 7 442       | 62,53       |
| Blancs      | Blancs              | Blancs      | Blancs      | 266          | 3,85         | 205         | 2,75        |
| Nuls        | Nuls                | Nuls        | Nuls        | 163          | 2,36         | 100         | 1,34        |
| Exprimés    | Exprimés            | Exprimés    | Exprimés    | 6 485        | 93,80        | 7 137       | 95,90       |

### Canton de Saint-Rémy
| Candidats            | Candidats             | Partis      | Partis      | Premier tour | Premier tour | Second tour | Second tour |
| Candidats            | Candidats             | Partis      | Partis      | Voix         | %            | Voix        | %           |
| -------------------- | --------------------- | ----------- | ----------- | ------------ | ------------ | ----------- | ----------- |
| 1                    | Fabien Lepetit        |             | FN          | 2 094        | 28,23        | 1 941       | 24,76       |
| 1                    | Jacqueline Munch      |             | FN          | 2 094        | 28,23        | 1 941       | 24,76       |
| 2                    | Christine Louvel      |             | DVG         | 2 449        | 33,02        | 3 166       | 40,39       |
| 2                    | Fernand Renault*      |             | PS          | 2 449        | 33,02        | 3 166       | 40,39       |
| 3                    | Laure Hoummass-Baldan |             | PCF         | 596          | 8,04         |             |             |
| 3                    | Guy Tales             |             | PCF         | 596          | 8,04         |             |             |
| 4                    | Francis Debras        |             | DVD         | 2 278        | 30,71        | 2 731       | 34,84       |
| 4                    | Karine Plissonnier    |             | DVD         | 2 278        | 30,71        | 2 731       | 34,84       |
|                      |                       |             |             |              |              |             |             |
| Inscrits             | Inscrits              | Inscrits    | Inscrits    | 15 423       | 100,00       | 15 427      | 100,00      |
| Abstentions          | Abstentions           | Abstentions | Abstentions | 7 573        | 49,10        | 7 275       | 47,16       |
| Votants              | Votants               | Votants     | Votants     | 7 850        | 50,90        | 8 152       | 52,84       |
| Blancs               | Blancs                | Blancs      | Blancs      | 287          | 3,66         | 210         | 2,58        |
| Nuls                 | Nuls                  | Nuls        | Nuls        | 146          | 1,86         | 104         | 1,28        |
| Exprimés             | Exprimés              | Exprimés    | Exprimés    | 7 417        | 94,48        | 7 838       | 96,15       |
| * conseiller sortant |                       |             |             |              |              |             |             |

### Canton de Saint-Vallier
| Candidats            | Candidats            | Partis      | Partis      | Premier tour | Premier tour | Second tour | Second tour |
| Candidats            | Candidats            | Partis      | Partis      | Voix         | %            | Voix        | %           |
| -------------------- | -------------------- | ----------- | ----------- | ------------ | ------------ | ----------- | ----------- |
| 1                    | Eda Berger           |             | FG          | 1 831        | 27,50        | 2 956       | 55,30       |
| 1                    | Alain Philibert*     |             | FG          | 1 831        | 27,50        | 2 956       | 55,30       |
| 2                    | Anne-Sophie Furgala  |             | FN          | 1 751        | 26,30        |             |             |
| 2                    | Denis Guillet        |             | FN          | 1 751        | 26,30        |             |             |
| 3                    | Denis Beaudot        |             | UMP         | 1 305        | 19,60        |             |             |
| 3                    | Caroline Sotty       |             | DVD         | 1 305        | 19,60        |             |             |
| 4                    | Hélène Gaufichon     |             | PS          | 1 770        | 26,59        | 2 389       | 44,70       |
| 4                    | Jean-Claude Lagrange |             | PS          | 1 770        | 26,59        | 2 389       | 44,70       |
|                      |                      |             |             |              |              |             |             |
| Inscrits             | Inscrits             | Inscrits    | Inscrits    | 14 437       | 100,00       | 14 437      | 100,00      |
| Abstentions          | Abstentions          | Abstentions | Abstentions | 7 475        | 51,78        | 8 130       | 56,31       |
| Votants              | Votants              | Votants     | Votants     | 6 962        | 48,22        | 6 307       | 43,69       |
| Blancs               | Blancs               | Blancs      | Blancs      | 205          | 2,94         | 638         | 10,12       |
| Nuls                 | Nuls                 | Nuls        | Nuls        | 100          | 1,44         | 324         | 5,14        |
| Exprimés             | Exprimés             | Exprimés    | Exprimés    | 6 657        | 95,62        | 5 345       | 84,75       |
| * conseiller sortant |                      |             |             |              |              |             |             |

### Canton de Tournus
| Candidats   | Candidats            | Partis      | Partis      | Premier tour | Premier tour | Second tour | Second tour |
| Candidats   | Candidats            | Partis      | Partis      | Voix         | %            | Voix        | %           |
| ----------- | -------------------- | ----------- | ----------- | ------------ | ------------ | ----------- | ----------- |
| 1           | Jean-Claude Becousse |             | UMP         | 2 713        | 36,53        | 4 421       | 67,77       |
| 1           | Colette Beltjens     |             | UDI         | 2 713        | 36,53        | 4 421       | 67,77       |
| 2           | Dominique Marchal    |             | FN          | 1 886        | 25,40        | 2 103       | 32,23       |
| 2           | Danielle Perret      |             | FN          | 1 886        | 25,40        | 2 103       | 32,23       |
| 3           | Jocelyne Bernizet    |             | FG          | 686          | 9,24         |             |             |
| 3           | Alexandre Guechi     |             | FG          | 686          | 9,24         |             |             |
| 4           | Valérie Bourdillon   |             | PS          | 1 530        | 20,60        |             |             |
| 4           | Julien Farama        |             | PS          | 1 530        | 20,60        |             |             |
| 5           | Hervé Bosio          |             | MoDem       | 611          | 8,23         |             |             |
| 5           | Catherine Gabrelle   |             | DVG         | 611          | 8,23         |             |             |
|             |                      |             |             |              |              |             |             |
| Inscrits    | Inscrits             | Inscrits    | Inscrits    | 14 934       | 100,00       | 14 938      | 100,00      |
| Abstentions | Abstentions          | Abstentions | Abstentions | 7 139        | 47,80        | 7 278       | 48,72       |
| Votants     | Votants              | Votants     | Votants     | 7 795        | 52,20        | 7 660       | 51,28       |
| Blancs      | Blancs               | Blancs      | Blancs      | 262          | 3,36         | 849         | 11,08       |
| Nuls        | Nuls                 | Nuls        | Nuls        | 107          | 1,37         | 287         | 3,75        |
| Exprimés    | Exprimés             | Exprimés    | Exprimés    | 7 426        | 95,27        | 6 524       | 85,17       |